# Alta da Bolívia (meteorologia)
A alta da Bolívia é um anticiclone quase estacionário que ocorre entre a primavera e no verão. No outono e no inverno, o sistema se desloca para o Oceano Atlântico e "desaparece".
O sistema fica perto da alta troposfera (~20 km de altura) causando chuvas intensas por onde ela fica. O centro do anticiclone sempre fica no altiplano boliviano, daí o seu nome.
No Brasil, causa chuvas intensas na Amazônia Legal (popularmente conhecido como "inverno amazônico") além do Peru, da Bolívia, da Colômbia, do Paraguai e do Equador.
A Alta da Bolívia é essencial para a formação de um outro sistema: a ZCAS, para regular as chuvas em todo o Brasil. Sem ela, há seca severa como ocorreu em 2014 em São Paulo. 

## Formação
Segundo estudos, o anticiclone se forma sempre que o altiplano está mais quente (entre a primavera e o verão), aquece a coluna troposférica e aumenta de tamanho.
Quando ele encontra a umidade da Amazônia, provoca chuvas intensas por onde fica. 